# Hassane Kamara
Hassane Kamara (ur. 5 marca 1994 w Saint-Denis) – iworyjski piłkarz francuskiego pochodzenia występujący na pozycji obrońcy we francuskim klubie OGC Nice oraz w reprezentacji Wybrzeża Kości Słoniowej. Wychowanek Toulouse, w trakcie swojej kariery grał także w takich zespołach, jak Châteauroux, Reims oraz Créteil.